# Sergey Lobastov
Sergey Andrianovich Lobastov (né le 5 avril 1926 et mort en 1999) est un athlète soviétique, devenu russe par la suite, spécialiste du 50 kilomètres marche. 

## Biographie

### Palmarès
| Date | Compétition           | Lieu     | Résultat | Épreuve         | Performance       |
| ---- | --------------------- | -------- | -------- | --------------- | ----------------- |
| 1952 | Jeux olympiques d'été | Helsinki | 5e       | 50 km marche    | 4 h 32 min 34 s 2 |
| 1954 | Championnats d'Europe | Berne    | 3e       | 10 000 m marche | 46 min 21 s 8     |

### Records
| Épreuve              | Performance     | Lieu | Date |
| -------------------- | --------------- | ---- | ---- |
| 50 kilomètres marche | 4 h 10 min 09 s |      | 1957 |